# Zápas na Letních olympijských hrách 2016 – ženy, volný styl do 75 kg
Zápasy v ve volném stylu na Letních olympijských hrách v Riu v kategorii těžkých vah žen proběhly v hale Carioca Arena 2 v přilehlé části Ria de Janeira v Barra da Tijuca 18. srpna 2016.

## Finále
| finále            |                |
| ----------------- | -------------- |
| Erica Wiebeová    | Erica Wiebeová |
| Güzel Manjurovová | Erica Wiebeová |

## Opravy / O bronz
Do oprav se dostaly volnostylařky, které během turnaje v pavouku prohrály svůj zápas s jednou ze dvou finalistek.
| opravy    | opravy            | o bronz               |                     |
| --------- | ----------------- | --------------------- | ------------------- |
| volný los | Maria Selmaierová | Čang Feng-liou        | Čang Feng-liou      |
| volný los | Maria Selmaierová | Čang Feng-liou        | Čang Feng-liou      |
|           | Čang Feng-liou    | Čang Feng-liou        | Čang Feng-liou      |
|           |                   | Vasilisa Marzaljuková | Čang Feng-liou      |
| volný los | Zsanett Némethová | Annabelle Aliová      | Jekatěrina Bukinová |
| volý los  | Zsanett Némethová | Annabelle Aliová      | Jekatěrina Bukinová |
|           | Annabelle Aliová  | Annabelle Aliová      | Jekatěrina Bukinová |
|           |                   | Jekatěrina Bukinová   | Jekatěrina Bukinová |

## Pavouk
|   | 1/32                | 1/16                  | čtvrtfinále           | semifinále            | finále            |
| - | ------------------- | --------------------- | --------------------- | --------------------- | ----------------- |
| A | volný los           | Adeline Grayová       | Adeline Grayová       | Vasilisa Marzaljuková | Erica Wiebeová    |
| A | volný los           | Adeline Grayová       | Adeline Grayová       | Vasilisa Marzaljuková | Erica Wiebeová    |
| A | volný los           | Andrea Olayaová       | Adeline Grayová       | Vasilisa Marzaljuková | Erica Wiebeová    |
| A | volný los           | Andrea Olayaová       | Adeline Grayová       | Vasilisa Marzaljuková | Erica Wiebeová    |
| A | volný los           | Vasilisa Marzaljuková | Vasilisa Marzaljuková | Vasilisa Marzaljuková | Erica Wiebeová    |
| A | volný los           | Vasilisa Marzaljuková | Vasilisa Marzaljuková | Vasilisa Marzaljuková | Erica Wiebeová    |
| A | volný los           | Cynthia Vescanová     | Vasilisa Marzaljuková | Vasilisa Marzaljuková | Erica Wiebeová    |
| A | volný los           | Cynthia Vescanová     | Vasilisa Marzaljuková | Vasilisa Marzaljuková | Erica Wiebeová    |
| B | volný los           | Erica Wiebeová        | Erica Wiebeová        | Erica Wiebeová        | Erica Wiebeová    |
| B | volný los           | Erica Wiebeová        | Erica Wiebeová        | Erica Wiebeová        | Erica Wiebeová    |
| B | volný los           | Maria Selmaierová     | Erica Wiebeová        | Erica Wiebeová        | Erica Wiebeová    |
| B | volný los           | Maria Selmaierová     | Erica Wiebeová        | Erica Wiebeová        | Erica Wiebeová    |
| B | volný los           | Čang Feng-liou        | Čang Feng-liou        | Erica Wiebeová        | Erica Wiebeová    |
| B | volný los           | Čang Feng-liou        | Čang Feng-liou        | Erica Wiebeová        | Erica Wiebeová    |
| B | volný los           | Epp Mäeová            | Čang Feng-liou        | Erica Wiebeová        | Erica Wiebeová    |
| B | volný los           | Epp Mäeová            | Čang Feng-liou        | Erica Wiebeová        | Erica Wiebeová    |
| C | volný los           | Annabelle Aliová      | Annabelle Aliová      | Güzel Manjurovová     | Güzel Manjurovová |
| C | volný los           | Annabelle Aliová      | Annabelle Aliová      | Güzel Manjurovová     | Güzel Manjurovová |
| C | volný los           | Jaramit Wefferová     | Annabelle Aliová      | Güzel Manjurovová     | Güzel Manjurovová |
| C | volný los           | Jaramit Wefferová     | Annabelle Aliová      | Güzel Manjurovová     | Güzel Manjurovová |
| C | volný los           | Zsanett Némethová     | Güzel Manjurovová     | Güzel Manjurovová     | Güzel Manjurovová |
| C | volný los           | Zsanett Némethová     | Güzel Manjurovová     | Güzel Manjurovová     | Güzel Manjurovová |
| C | volný los           | Güzel Manjurovová     | Güzel Manjurovová     | Güzel Manjurovová     | Güzel Manjurovová |
| C | volný los           | Güzel Manjurovová     | Güzel Manjurovová     | Güzel Manjurovová     | Güzel Manjurovová |
| D | volný los           | Aline Ferreiraová     | Aline Ferreiraová     | Jekatěrina Bukinová   | Güzel Manjurovová |
| D | volný los           | Aline Ferreiraová     | Aline Ferreiraová     | Jekatěrina Bukinová   | Güzel Manjurovová |
| D | volný los           | Rio Watariová         | Aline Ferreiraová     | Jekatěrina Bukinová   | Güzel Manjurovová |
| D | volný los           | Rio Watariová         | Aline Ferreiraová     | Jekatěrina Bukinová   | Güzel Manjurovová |
| D | Jekatěrina Bukinová | Jekatěrina Bukinová   | Jekatěrina Bukinová   | Jekatěrina Bukinová   | Güzel Manjurovová |
| D | Samar Amerová       | Jekatěrina Bukinová   | Jekatěrina Bukinová   | Jekatěrina Bukinová   | Güzel Manjurovová |
| D | Alla Čerkasovová    | Yasemin Adarová       | Jekatěrina Bukinová   | Jekatěrina Bukinová   | Güzel Manjurovová |
| D | Yasemin Adarová     | Yasemin Adarová       | Jekatěrina Bukinová   | Jekatěrina Bukinová   | Güzel Manjurovová |